# Nombre de Dottie
Pour les articles homonymes, voir Dottie.

Construction permettant d'obtenir graphiquement le nombre de Dottie.

Le nombre de Dottie, noté D, est une constante mathématique définie comme étant l'unique solution réelle de l'équation {\displaystyle \cos x=x} où {\displaystyle x} est exprimé en radians. On l'obtient donc géométriquement comme abscisse et ordonnée du point d'intersection de la droite d'équation {\displaystyle y=x} et de la courbe d'équation {\displaystyle y=\cos x}.
Une valeur approchée en est 0,739 085 133 215, voir la suite A003957 de l'OEIS.

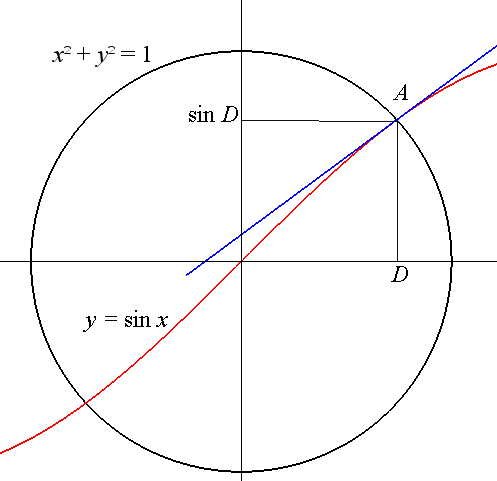
Construction du nombre de Dottie à partir de la courbe de la fonction sinus.

C'est l'unique point fixe de la fonction cosinus, point fixe qui est de plus attractif, et possède un bassin d'attraction égal à {\displaystyle \mathbb {R} } tout entier . C'est la raison pour laquelle, lorsqu'on appuie plusieurs fois sur la touche "cos" d'une calculatrice (réglée en mode "radian"), et quel que soit le nombre de départ, on obtient rapidement ce nombre.

## Historique
Ce nombre apparait en 1878 dans deux problèmes de quadrisection du disque posés par Joseph Bertrand (voir ci-dessous).
Le nom "Dottie" est le surnom donné par Samuel Kaplan à une amie, professeur de français, qui avait remarqué la propriété étonnante sur sa calculatrice et en avait demandé la raison.

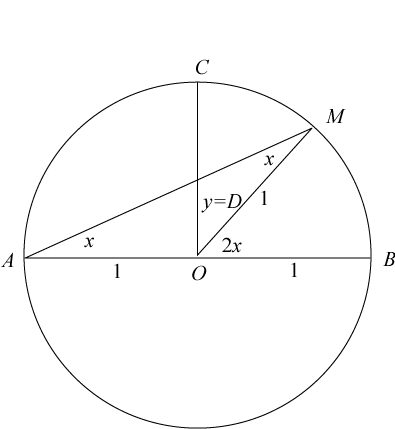
Corde partageant le demi-disque en deux parties de même aire, conduisant avec son symétrique à une quadrisection du disque.

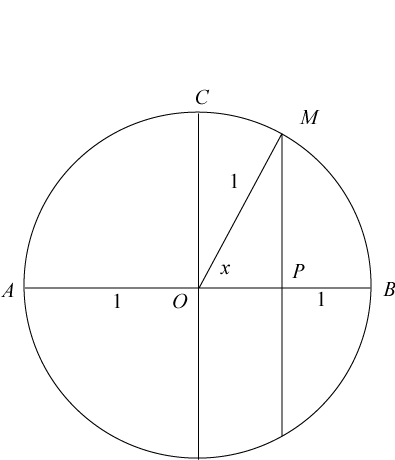
Segment partageant le quart de disque en deux parties de même aire, conduisant à une autre quadrisection du disque par des cordes parallèles.

## Définitions géométriques
- Puisque {\displaystyle D^{2}+\sin ^{2}D=1}, {\displaystyle D} et {\displaystyle -D} sont les abscisses des points d'intersection du cercle trigonométrique avec la courbe de la fonction sinus. La pente de la tangente à cette courbe en ces points vaut aussi {\displaystyle D(=\sin 'D)}[4].
- Joseph Bertrand demande de partager un demi-disque en deux parties de même aire par une corde menée à une extrémité du diamètre[2]. Avec les notations de la figure de gauche, l'aire du triangle curviligne {\displaystyle (BAM)} vaut {\displaystyle x+\sin x\cos x=x+{\frac {1}{2}}\sin 2x}. L'équation s'écrit donc {\displaystyle x+{\frac {1}{2}}\sin 2x={\frac {\pi }{4}}}, Posant {\displaystyle y={\widehat {MOC}}={\frac {\pi }{2}}-2x}, elle devient {\displaystyle \cos y=y}, ce qui donne {\displaystyle y=D\approx 42,3^{\circ }},

L'angle {\displaystyle {\widehat {BAM}}=x={\frac {\pi }{4}}-{\frac {D}{2}}\approx 23,8^{\circ }}.
- Dans un autre exercice, il demande de partager un quart de disque en deux parties de même aire par un segment perpendiculaire à un côté[2]. Avec les notations de la figure de droite, l'équation s'écrit {\displaystyle x-{\frac {1}{2}}\sin 2x={\frac {\pi }{4}}}. Posant {\displaystyle y=2x-{\frac {\pi }{2}}}, elle devient {\displaystyle \cos y=y}, ce qui donne {\displaystyle {\widehat {BOM}}=x={\frac {\pi }{4}}+{\frac {D}{2}}\approx 66,2^{\circ }}.

## Formules exactes
Le nombre de Dottie peut s'exprimer avec l'inverse de la fonction bêta incomplète régularisée :
{\displaystyle D={\sqrt {1-\left[2I_{1/2}^{-1}\left({\frac {1}{2}},{\frac {3}{2}}\right)-1\right]^{2}}}}
Le nombre de Dottie peut s'exprimer en termes de série de Fourier-Bessel :
{\displaystyle D=2\sum _{n=0}^{+\infty }\left({\frac {J_{4n+1}(4n+1)}{4n+1}}-{\frac {J_{4n+1}(4n+3)}{4n+3}}\right)}

## Valeurs trigonométriques liées à ce nombre
On a :
{\displaystyle \sin D={\sqrt {1-D^{2}}}\approx 0{,}673612029183}
{\displaystyle \tan D={\frac {\sin D}{D}}=\approx 0{,}911413312094}
Le fait que {\displaystyle \sin D=\left|\cos 'D\right|<1} prouve l’attractivité de D comme point fixe de la fonction {\displaystyle \cos }.

## Propriétés

Construction de la suite vérifiant et de premier terme.

- Toutes les suites récurrentes {\displaystyle (u_{n})} de premier terme réel et vérifiant {\displaystyle u_{n+1}=\cos u_{n}} convergent vers le nombre de Dottie.

- Le nombre de Dottie est transcendant d'après le théorème d'Hermite-Lindemann[6],[b],[5].

- Un développement en série exact du nombre de Dottie peut être obtenu en utilisant la formule de Faà di Bruno[5].

La solution de la quadrisection d'un cercle en quatre parties de même aire par des cordes issues du même point peut être exprimée à l'aide du nombre Dottie.

## Applications
Le nombre de Dottie est principalement utilisé comme exemple de point fixe attractif par les professeurs de mathématiques.
Il intervient tout de même dans un problème associé à l'équation de Kepler et ceux de la quadrisection du disque de Bertrand vus ci-dessus,.
On trouvera des développements autour de ce nombre dans,.

## Autres nombres similaires
- Si la calculatrice est réglée en mode "degré", le fait d'appuyer sur la touche "cos" conduit à l'unique solution de {\displaystyle \cos \left({\frac {\pi }{180}}x\right)=x}, de valeur approchée 0,99984774, voir la suite A330119  de l'OEIS.
- Des appuis successifs sur les touches "racine carrée" ou "sin" conduisent respectivement vers 1 ou 0.
- Des appuis alternés sur les touches "sin" et "cos" conduisent au cycle attractif {\displaystyle (a,b)} où {\displaystyle a} est l'unique solution de {\displaystyle \sin(\cos x)=x} , voir la suite A131691 de l'OEIS, et {\displaystyle b} est l'unique solution de {\displaystyle \cos(\sin x)=x}, voir la suite A277077 de l'OEIS.
- L'unique solution entre 0 et {\displaystyle \pi /2} de {\displaystyle \cot x=x} a pour valeur approchée 0,86033359, voir la suite A069855 de l'OEIS, mais ce point fixe n'est pas attractif. Il l'est par contre pour la fonction {\displaystyle \operatorname {arccot} }.
- L'unique solution entre {\displaystyle \pi } et {\displaystyle 3\pi /2} de {\displaystyle \tan x=x} a pour valeur approchée 4,493409, voir la suite A115365  de l'OEIS ; c'est aussi l'unique point fixe de {\displaystyle x\mapsto \arctan x+\pi }, point fixe qui est attractif. C'est également l'abscisse du premier minimum pour {\displaystyle x>0} de la fonction sinus cardinal : {\displaystyle {\text{sinc }}x={\frac {\sin x}{x}}}.
- L'unique solution positive de {\displaystyle \coth x=x}, a pour valeur approchée 1,19967864, voir la suite A085984 de l'OEIS, et ce point fixe est attractif. Notant {\displaystyle C} cette constante, le nombre {\displaystyle 1/\sinh C} est la constante de Laplace.
- L'équation complexe {\displaystyle \cos z=z} possède des solutions complexes non réelles, de la forme {\displaystyle x+iy} où {\displaystyle (x,y)} est solution de {\displaystyle {\begin{cases}\cos x\cosh y=x\\\sin x\sinh y=-y\end{cases}}} , voir la suite A335565  de l'OEIS et la suite A335566 de l'OEIS.